# الملعب الأولمبي الوطني (طوكيو)
الملعب الأولمبي الوطني (国立霞ヶ丘陸上競技場 Kokuritsu Kasumigaoka Rikujō Kyogijō) كان ملعبًا رياضيًّا في شينجوكو، طوكيو. كان بمثابة الملعب الرئيسي لدورة الألعاب الأولمبية الصيفية لعام 1964. في هذه الأيام يعتبر بمثابة الملعب الرئيسي للمنتخب الياباني لكرة الفدم ،وكبرى نهائيات مسابقات أندية كرة القدم اليابانية.

## نبذة تاريخية
اكتمل بناء الاستاد في عام 1958 بوصفه الاستاد الوطني لليابان على الموقع السابق لملعب الحديقة الخارجية لمعبد ميجي (明治神宮外苑競技場). أول حدث رئيسي في عام 1958 كان دورة الألعاب الآسيوية.

## أحداث
بالإضافة إلى دورة الألعاب الأولمبية الصيفية لعام 1964، استضاف الاستاد أحداث أخرى هامة، وعلى الأخص بطولة العالم لألعاب القوى 1991 ، وكأس انتركونتيننتال (كأس تويوتا) 1980-2001. كما أن الاستاد الوطني في اليابان هو مكان للمباراة النهائية لكأس الامبراطور الياباني في يوم رأس السنة الجديدة، والدوري الياباني لكرة القدم في نوفمبر وكذلك كأس فوجي زيروكس لكرة القدم في نهاية فبراير أو أوائل مارس من كل عام. القدرة الاستيعابية للاستاد حاليا 57.363 شخص. وتعتبر لعبة الرجبي أيضا من الألعاب التي يستضيفها الاستاد، بما في ذلك نهائيات الرجبي السنوية للجامعات.

## وصلات خارجية
- صور القمر الصناعي للملعب من خرائط جوجل
- لملاعب في اليابان : استاد طوكيو الوطني
- الاستاد الوطني
- الاستاد الوطني، طوكيو